# Eucarcharus feruloides
Eucarcharus feruloides är en insektsart som först beskrevs av John Obadiah Westwood 1859.  Eucarcharus feruloides ingår i släktet Eucarcharus och familjen Phasmatidae. Inga underarter finns listade i Catalogue of Life.